# Яковлев, Евгений Георгиевич
Евге́ний Гео́ргиевич Я́ковлев (8 мая 1927, Вышний Волочек, Калининская область, РСФСР — 15 декабря 2003, Москва) — советский и российский философ, специалист по эстетике, религиоведению, искусствознанию; доктор философских наук (1968), профессор кафедры эстетики и заслуженный профессор МГУ им. М. В. Ломоносова, вице-президент Эстетической ассоциации при Президиуме РАН, заведующий кафедрой эстетики философского факультета МГУ (1987—2001). Является автором ряда монографий, более сотни статей и учебного пособия «Эстетика», выдержавшего на сегодняшний день более 7 изданий.

## Биография
Отец, Георгий Федорович (1898—1964), работал помощником мастера на ткацкой фабрике «Большевичка» в Вышнем Волочке, участник четырёх войн; мать, Любовь Николаевна (1898—1986), была ткачихой на той же фабрике. В 1941—1944 годах семья находилась в эвакуации в Саратовской области, отец — на фронте. Позднее семья переехала во Владивосток, где Евгений Георгиевич поступил на исторический факультет Владивостокского государственного педагогического института и окончил его с отличием в 1951 году. Был рекомендован в аспирантуру и в том же году поступил в аспирантуру на кафедре зарубежной философии философского факультета МГУ (по эстетике), окончил её в 1954 году. Работал на кафедре философии Волгоградского педагогического института, обществе «Знание», затем на кафедре марксизма-ленинизма Московского текстильного института. Стоял у истоков кафедры эстетики МГУ им. М. В. Ломоносова, созданной в 1960 году, и проработал на ней более 40 лет. Под его руководством разработана учебная программа по истории и теории эстетики. Будучи заведующим кафедрой эстетики (1987—2001), продолжал научные и педагогические традиции её основателя М. Ф. Овсянникова. Среди его учеников 10 докторов и 75 кандидатов философских наук, в том числе ведущие российские и зарубежные эстетики. В разные годы жизни преподавал во Вьетнаме (награждён «Медалью дружбы»), ЧССР, Венгрии. Участник 3-х Международных конгрессов по эстетике: V (Амстердам, 1964), VI (Упсала, 1968), VII (Бухарест, 1972).
Являлся членом редколлегии журнала «Философские науки», «Вестник МГУ. Сер. 7. Философия». Составитель сборника переводов «Западноевропейская эстетика XX в.» (М.: 1991). Автор ряда статей в «Кратком словаре эстетики» (М., 1963; 2-е изд. 1983) и в словаре «Эстетика» (М., 1989).
Похоронен на Бутовском кладбище.

## Научная деятельность
Е. Г. Яковлев был одним из ведущих ученых в области изучения взаимодействия форм духовной культуры, эстетических категорий, проблем художественного творчества. В его многочисленных трудах получили разработку онтологические проблемы эстетического, взаимодействие и синтез художественного и религиозного сознаний, драматизм творчества, антиномичность эстетического восприятия, судьбы вечных образов в искусстве и многое другое.
Первым в советской эстетике выдвинул положение о том, что социалистическое искусство отражает не только идеи, но прежде всего жизнь общества. В дальнейшей работе раскрывает сложные взаимодействия в художественном, религиозном и эстетическом сознании. На основе изучения буддийской, христианской и мусульманской культур выдвигает идею об органической связи художественного и религиозного сознания. Искусство раскрывается как целостность, в которой гармонически слиты народно-мифологический и социально-актуальный слои.
В работах 1980-х годов выдвигает понимание эстетического как совершенного в своем роде, которое есть полнота бытия, природной, социальной и духовной реальности. Совершенное может быть как позитивного (прекрасное, возвышенное и т.п.), так и негативного (ужасное, безобразное, низменное и т.п.) характера. Исследования начала 1990-х годов привели его к формированию концепции объективной онтологии как учения о бытии как таковом, которое раскрывается метафилософской рефлексией, открывающей предельные основания бытия и мышления, т.е. совершенного. В том же русле исследуется природа эстетического и художественного субъекта.

## Основные работы
- Кандидатская диссертация «О художественности и идейности произведений изобразительного искусства» — 1954.
- Докторская диссертация «Эстетическое сознание, искусство и религия» — 1968
- Искусство и религия. — М.: 1959;
- Эстетическое познание и религия. — М.: 1962;
- Эстетическое чувство и религиозное переживание. — М.: 1964;
- Эстетическое сознание, искусство и религия. — М.: 1969;
- Проблемы художественного творчества. — М.: 1972;
- Искусство и мировые религии. — М.: 1977, 1985;
- Проблемы систематизации категорий эстетики. — М.: 1983;
- Эстетический вкус как категория эстетики. — М.: 1986;
- Социалистический реализм — вчера, сегодня, завтра. — М.: В. МГУ, 1989, № 2;
- Человек — винтик, фактор или личность. — М.: ФН, 1989, № 3;
- Художник в технотронном мире. — М.: ФН, 1991, № 5;
- Художник, личность и творчество. — М.: 1991;
- Искусство и художник в современном мире. — М.: Современный Лаокоон, 1992;
- Не убий! (опыт истолкования шестой заповеди). — М.: В. МГУ, 1992, № 4;
- Эстетика молчания, тишины и света. — М.: В. МГУ, 1993, № 2;
- Проблема онтологической рефлексии в эстетическом исследовании. — М.: Сб. резюме. XIX Международный конгресс по философии, 1993;
- Заглянуть в самую бездну. — М.: В. МГУ, 1994, № 2;
- О некоторых онтологических чертах русского духа. — Н. Новгород: Поиск смысла, 1994;
- Эстетическое как современное. — М.: 1995;
- Похвала маленькому ослику (Эзотерика преданности, доброты и трудолюбия). — М.: Архетип, 1996, № 1;
- Кинофильм и видеоклипы: Эстетическая оппозиция. — Самара: Философия и культура, 1997;
- Эстетика православного иконостаса. — М.: В. МГУ, 1997, № 2;
- Постмодернизм — игра с объектом. — М.: Гуманизм на рубеже тысячелетия: идея, судьба, перспектива, 1997;
- Кинофильм и видеоклип: Эстетическая оппозиция. — М.: В. МГУ, 1998, № 4;
- Эстетика (учебное пособие). — М.: 1998, 1999, 2000, 2002, 2003, 2004, 2011;
- Перипетия Аристотеля и современное искусство. — М.: В. МГУ, 1999, № 3;
- Проблема эстетического взаимодействия: профессионал, маргинал, аутсайдер. — М.: Маргинальное искусство, 1999;
- Категория «прекрасно-доброго» в истории мировой эстетики. — М.: Полигнозис, 2000, № 3;
- Эстетика, искусствознание, религиоведение. — М.: 2003, 2005.

## Память
В 2005 году учреждена ежегодная премия имени профессора Евгения Георгиевича Яковлева за лучшую дипломную работу по кафедре эстетики МГУ им. М. В. Ломоносова. Личная библиотека профессора передана в фонд философского факультета МГУ.